# Города-побратимы
Города́-побрати́мы, или породнённые города́ — города, между которыми установлены постоянные дружественные связи для взаимного ознакомления с жизнью, историей и культурой.
Сотрудничество городов выражается в обмене делегациями, художественными и спортивными коллективами, выставками, литературой, кинофильмами, фотоматериалами о жизни городов и информацией об опыте ведения городского хозяйства.

## История определения термина
В 1944 году жители города Ковентри в Великобритании подготовили для сталинградцев скатерть, на которой вышиты имена 830 женщин Ковентри и мэра Эмили Смит. На ней вышиты слова «Лучше маленькая помощь, чем большое сожаление». Скатерть Ковентри вместе с собранными деньгами через посольство СССР в Лондоне была передана в разрушенный немецкими войсками Сталинград. Сегодня эта ковентрийская скатерть хранится в музее-заповеднике «Сталинградская битва». В 2008 году жители Волгограда создали «Сталинградскую скатерть» для передачи её в Ковентри в честь 65-летия побратимских отношений между двумя городами.
В 1957 году представители городов-побратимов создали Всемирную федерацию породнённых городов (ВФПГ).
В 1964 году породнённые города СССР объединились в Ассоциацию по связям советских и зарубежных городов. Она входила в Союз советских обществ дружбы и являлась коллективным членом ВФПГ.
Решением ВФПГ, принятым в Париже в 1963 году, последнее воскресенье апреля объявлено Всемирным днём породнённых городов.
В 1986—1990 породнёнными городами стали несколько городов ГДР и ФРГ, например, Хемниц (Карл-Маркс-Штадт) из ГДР и Дюссельдорф из ФРГ, восточногерманский Айзенхюттенштадт и западногерманский Зарлуи. После объединения Германии пары породнённых городов оказались в одном государстве.
В 2022 году:
- Ковентри объявил о приостановке побратимских связей с Волгоградом из-за вторжения России на Украину[2];
- Турку объявил о приостановке побратимских связей с Санкт-Петербургом «по не зависящим от себя причинам»[3].
- 10 мая штат Миссисипи признал Хмельницкую область регионом-побратимом. Глава Хмельницкой ОВА Сергей Гамалий сообщил, что впервые в истории штат США принял такое решение[4].

В 2023 году:
- 10 апреля город Стемфорд штата Коннектикут и город Краматорск Донецкой области подписали соглашение о побратимстве[5].

## Городская дипломатия
Городская дипломатия является формой парадипломатии, которая охватывает дискуссии между официальными лицами и жителями разных городов. Обычно эти города находятся в разных странах. Городская дипломатия является видом международных отношений, которые развиваются параллельно конвенционной системе, затрагивая посольства, послов и договоры, заключённые на уровне государств. Согласно Родриго Гаваресу, первые формальные попытки развивать городскую дипломатию между разными странами начали развиваться в XIX веке. В те времена в дипломатию была вовлечена маленькая группа городов и только на рубеже тысячелетий это стало гораздо более распространённым. Первоочередная задача тех, кто осуществляет городскую дипломатию, обычно совпадает с основными целями муниципального управления — улучшением жизни местных жителей. Тем не менее, города часто сотрудничают с городами-побратимами, чтобы работать над вопросами, вызывающими всеобщее беспокойство, такими как усилия по решению проблемы изменения климата.
Фраза «городская дипломатия» формально используется в работе международной организации «Объединённые города и местные власти» и «Группы по управлению климатом городов С40» и признана Центром общественной дипломатии ОСК. Дебаты в марте 2014 года в Британской палате лордов подтвердили эволюцию побратимства городов в городскую дипломатию, особенно в вопросах торговли и туризма, а также в культуре и постконфликтном примирении.
Важность городов, разрабатывающих «свою внешнеэкономическую политику в области торговли, иностранных инвестиций, туризма и привлечения иностранных талантов», также была подчеркнута на Всемирном экономическом форуме. По состоянию на 2016 год насчитывалось более 125 таких многосторонних сетей и форумов для содействия международному сотрудничеству между различными муниципальными властями. Последние исследования показали, что мэры городов играют активную роль в городской дипломатии.